# Denkmalgeschützte Objekte im Bezirk Tamsweg
Im Bezirk Tamsweg (Lungau) bestehen 183 denkmalgeschützte Objekte. Die unten angeführte Liste führt zu den Gemeindelisten und gibt die Anzahl der Objekte an.
| Gemeindeliste             | Objektanzahl |
| ------------------------- | ------------ |
| Göriach                   | 3            |
| Lessach                   | 7            |
| Mariapfarr                | 13           |
| Mauterndorf               | 30           |
| Muhr                      | 4            |
| Ramingstein               | 15           |
| St. Andrä im Lungau       | 5            |
| St. Margarethen im Lungau | 5            |
| St. Michael im Lungau     | 15           |
| Tamsweg                   | 40           |
| Thomatal                  | 12           |
| Tweng                     | 8            |
| Unternberg                | 8            |
| Weißpriach                | 4            |
| Zederhaus                 | 14           |